# 국가판무관부
국가판무관부(國家辦務官府, 독일어: Reichskommissariat 라이히코미사리아트[*]. 복수형 독일어: Reichskommissariate 라이히코미사리아테[*])는 독일어로 행정부의 국가판무관(독일어: Reichskommissar 라이히코미사리아[*])이 수장인 행정기관을 이르는 말이다. 공공인프라, 토지계획, 인종청소 등의 행정 업무로의 국가판무관부라는 용어는 독일 제국 및 나치 독일 시기 전반에 걸쳐 존재했지만, 통상적으로는 제2차 세계 대전 시기 나치 독일이 점령한 국가를 준식민지로 삼기 위해 계획한 일종의 총독부를 뜻한다. 이 국가판무관부는 법적으로는 독일국의 외부의 지역이었으나, 실질적으로는 아돌프 히틀러가 직접 임명한 주지사급에 해당한 최고행정부 국가판무관이 통치하는 사실상의 독일국 내 영토에 속했다. 또한 국가판무관부 산하에 총괄판무관부를 두어 행정을 관리하였다.
이 행정기관은 여러 가지 이유로 도입하게 되었다. 서유럽과 북유럽에 설립되거나 계획된 국가판무관부는 나치 독일이 전쟁 전 외부 영토였던 독일어권을 편입하면서 영토로 통합하기 전 과도기적 기구로 운용했다. 동유럽 지역은 독일인 정착지, 천연자원 착취 등의 레반스라움을 위한 식민주의, 제국주의적 성격으로 설립되었다.
행정 기관의 점령지 정책도 이 2가지로 나눌 수 있었다. 독일이 점령한 대부분의 지역처럼 지역 행정부와 관료들은 독일의 감독 아래 중-하급의 일상적인 업무를 계속 수행했다. 전쟁 기간 서유럽과 북유럽은 기존에 존재했던 행정부 구조를 유지한 채로 국가판무관부를 수립했으나, 동유럽은 완전히 새로운 행정 구조를 만들었다.
국가판무관부의 모든 지역은 나중에는 대게르만 제국(독일어: Grossgermanisches Reich)로 통합될 예정이었으며, 이 국가의 영역은 북해부터 우랄산맥까지의 영역을 포함한 광대한 지역이었다.

## 서유럽 및 북유럽
- 노르웨이 국가판무관부 (독일이 점령한 노르웨이 지역). 1940년~1945년
- 네덜란드 국가판무관부 (독일 점령하의 네덜란드 지역). 1940년~1945년
- 벨기에 북프랑스 국가판무관부 (독일 점령하의 벨기에 및 노르파드칼레). 1944년. 1944년 12월에는 독일이 점령하지는 않았으나 대게르만 제국의 플란던 국가대관구, 발로니엔 국가대관구, 브뤼셀 관구 등 새로운 국가대관구(Reichsgau)로 편입되었다.

## 과거 소련 지역
1941년 여름, 독일의 나치 철학자 알프레트 로젠베르크는 소련과 러시아의 지리적 행정체를 완전히 해체하고 정복한 동유럽 영토에 새로운 제국총통령을 세워야 한다고 주장하면서 다음과 같은 행정구역이 짜여졌다.
- 동방 국가판무관부 (RKO) (발트 3국과 벨라루스. 나중에 유럽 러시아 일부를 편입.) 1941년~1944/45년
- 우크라이나 국가판무관부 (RKU) (갈리치아 동부, 루마니아의 트란스니스트리아, 크림반도를 제외한 우크라이나. 1941년 5월 말 볼가강 지역을 편입.) 1941년~1944년
- 돈-볼가 국가판무관부 (로스토프, 보로네시, 사라토프를 포함한 아조프해와 볼가 독일인 공화국 사이 지역. 1941년 말 우크라이나 제국총통령과 카프카스 제국총통령으로 분할됨.) 수립되지 않음.
- 모스크바 국가판무관부 (RKM) (핀란드에게 양보된 카렐리야, 콜라반도를 제외한 유럽 러시아 지역 및 모스크바 수도권.) 수립되지 않음. 독일군의 진격 작전은 1941년~1942년 사이 중지됨.
- 카프카스 국가판무관부 (RKK) (남부 연방관구와 캅카스 지역.) 수립되지 않음. 독일군의 진격 작전은 1942년~1943년 사이 중지됨.
- 투르케스탄 국가판무관부 (RKT) (중앙아시아의 여러 공화국과 지역.) 수립되지 않음.

히틀러의 요청에 따라 근미래에는 유럽에 초점을 두고, 투르키스탄 지역의 계획은 로젠베르크가 중지했다. 중앙아시아 지역은 먼 미래 독일인의 확장 지역 중 하나로, 소비에트 러시아 지역에서 승리를 거둔 이후에는 즉시 중앙아시아 지역으로 군대를 진출시킬 계획을 가졌다. 독일의 주요 추축국 동맹국 중 하나인 일본 제국은 아시아 분단 협상을 시도하고 동시대 대동아공영권 설립에 대한 토론을 가지고 있었다.
한편 1941년 5월 들어서는 돈-볼가 국가판무관부를 포함한 우랄산맥 남부-중부의 우랄 국가판무관부과 같은 추가 행정구역 추가를 논의했다. 하지만, 동쪽에 수립할 행정구역의 개수는 4개로 제한하자는 결론을 내리면서 추가 논의는 무산되었다.